# Новопетровский сельсовет (Благовещенский район)
Новопетро́вское сельсове́т — сельское поселение в составе Благовещенского района Амурской области.
Административный центр — село Новопетровка.

## История
21 сентября 2005 года в соответствии с Законом Амурской области № 51-ОЗ муниципальное образование наделено статусом сельского поселения.

## Население
| 2002  | 2010  | 2011  | 2012  | 2013  | 2014  | 2015  |
| ----- | ----- | ----- | ----- | ----- | ----- | ----- |
| 1232  | ↗1367 | ↗1372 | ↘1362 | ↗1370 | ↗1371 | ↘1363 |
| 2016  | 2017  | 2018  | 2019  | 2020  | 2021  |       |
| ↘1348 | ↗1360 | ↗1367 | ↘1320 | ↗1321 | ↘994  |       |

## Состав сельского поселения
| № | Населённый пункт | Тип населённого пункта       | Население |
| - | ---------------- | ---------------------------- | --------- |
| 1 | Егорьевка        | село                         | ↗183      |
| 2 | Новинка          | село                         | ↘151      |
| 3 | Новопетровка     | село, административный центр | ↗741      |
| 4 | Прядчино         | село                         | ↗292      |